# Maulévrier-Sainte-Gertrude
Maulévrier-Sainte-Gertrude é uma comuna francesa na região administrativa da Normandia, no departamento de Sena Marítimo. Estende-se por uma área de 14,18 km². Em 2010 a comuna tinha 1 024 habitantes (densidade: 72,2 hab./km²).